# 天津广东会馆
天津广东会馆始建于清光绪三十三年正月十四日（1907年），坐落于天津老城鼓楼南面（今南开区南门里大街31号），是天津现有保存最大最完整的清代会馆建筑。目前，天津广东会馆被中华人民共和国国务院批准为全国重点文物保护单位，被天津市人民政府批准为天津市文物保护单位和特殊保护等级历史风貌建筑。现为天津市戏剧博物馆。

## 历史
历史上，天津原有一处粤闽会馆，但当时由于粤商和潮商、闽商的矛盾，同时为了方便广东同乡，便由时任天津海关道的唐绍仪等倡议集资兴建另一座广东会馆，此后，粤商们购置了鼓楼南大街原盐运使署旧址的土地后便开始修建。1907年，岭南建筑和北方四合院风格交汇的广东会馆落成，天津广东会馆是由戏台、南园、铺房、客房、药房等组成的综合功能建筑群，也是旅津广东人议事集会的场所。
1912年8月24日，同盟会北方支部曾请孙中山和黄兴曾在此登台演讲。1919年，邓颖超曾领导觉悟社成员在这里进行募捐义演。1925年，中国共产党领导的天津总工会在这里成立。1937年，天津沦陷，会馆成为日本占领军开办的警官教习所。
1949年，中华人民共和国成立后，四周房舍改建中学。1985年，天津市人民政府在广东会馆旧址筹建天津市戏剧博物馆。

## 建筑
天津广东会馆为砖木结构的合院式建筑，院门宏阔，罗汉山墙高耸，厅堂出廊厦，具有岭南特色。建筑外立面为青砖饰面。建筑的砖瓦木料大多从广东购买，其中，重要的房间和门窗均有精美的砖雕、木雕做修饰。会馆内的戏楼是天津广东会馆的主要建筑，戏楼前面有悬挂写有“岭渤凝和”的巨匾，楼上观众席为包厢，楼下为散座。戏楼舞台深10米，宽11米，均采用用细木构件榫接而成的穹隆状密集旋转斗拱藻井，戏楼前台横眉以透雕技法刻成狮子滚绣球图案，两角雕成荷花含苞欲放状的垂花柱，舞台正面镶嵌着巨幅《天官赐福》木雕，雕有天官、童子、猿猴、松柏、云和蝙蝠等画面。戏楼的门窗也雕有狮子、凤凰、牡丹等传统纹饰。此外，会馆周围还建造了300 多间铺房和住房。整个建筑群采用中国传统的合院建筑形式，还具有广东广州四合院的嶺南建筑特征。

## 天津市戏剧博物馆
由于历史上，梅兰芳、尚小云、孙菊仙、杨小楼、马连良、荀慧生等京剧大师都曾在此登台献唱。因此，中华人民共和国成立后，天津市人民政府决定在广东会馆旧址筹建天津市戏剧博物馆。天津市戏剧博物馆建筑面积两千多平方米，戏台台面七十多平方米。最多可容纳六，七百人，楼上是包间，楼下是散座，戏台正上方藻井重约10吨，外方内圆，斗拱接榫，螺旋向上，据说这种构造可以把声音传到戏园的各个角落。馆内设有《天津戏剧发展史陈列》三个展室，展出中国戏曲简史陈列，天津戏剧发展史陈列等，以及一些戏曲界人士的专题性展览。还收藏四千余件与戏剧相关的文物，其中包括著名京剧艺术大师梅兰芳、尚小云、马连良等人的书画品及演出服装等。

## 内部链接
- 广东会馆